# Arthur Erwin Brown
Pour les articles homonymes, voir Brown.
Arthur Erwin Brown est un herpétologiste et un directeur de zoo américain, né le 14 août 1850 dans le Comté de Bucks au nord de Philadelphie et mort le 29 octobre 1910 à Philadelphie.

## Biographie
Il fait ses études en Amérique mais aussi en Europe. Il est administrateur adjoint du Delaware and Raritan Canal (un canal dans le centre du New Jersey). En avril 1876, il devient le directeur des jardins zoologiques de Philadelphie, l'un des premiers zoos des États-Unis d'Amérique. Son entrée en fonction coïncide avec l’Exposition universelle de 1876 et le zoo attirera près de 680 000 visiteurs.
Brown est membre de l’Academy of Natural Sciences of Philadelphia (il en sera le vice-président) et membre du bureau directorial de l’Institut Wistar. L’université de Pennsylvanie lui décerne un titre de docteur honoris causa en 1908.
Il s’intéresse surtout aux serpents mais publie également sur les mammifères et la théorie de l’évolution. Il fait paraître un ouvrage de référence sur les serpents d’Amérique du Nord (1901). Il décrit plusieurs nouvelles espèces d’Amérique mais aussi d’Asie.

## Source
- Kraig Adler (2007). Contributions to the History of Herpetology. Volume 2, Society for the study of amphibians and reptiles : 389 p.  (ISBN 0916984710)